# Бонґо (музичний інструмент)

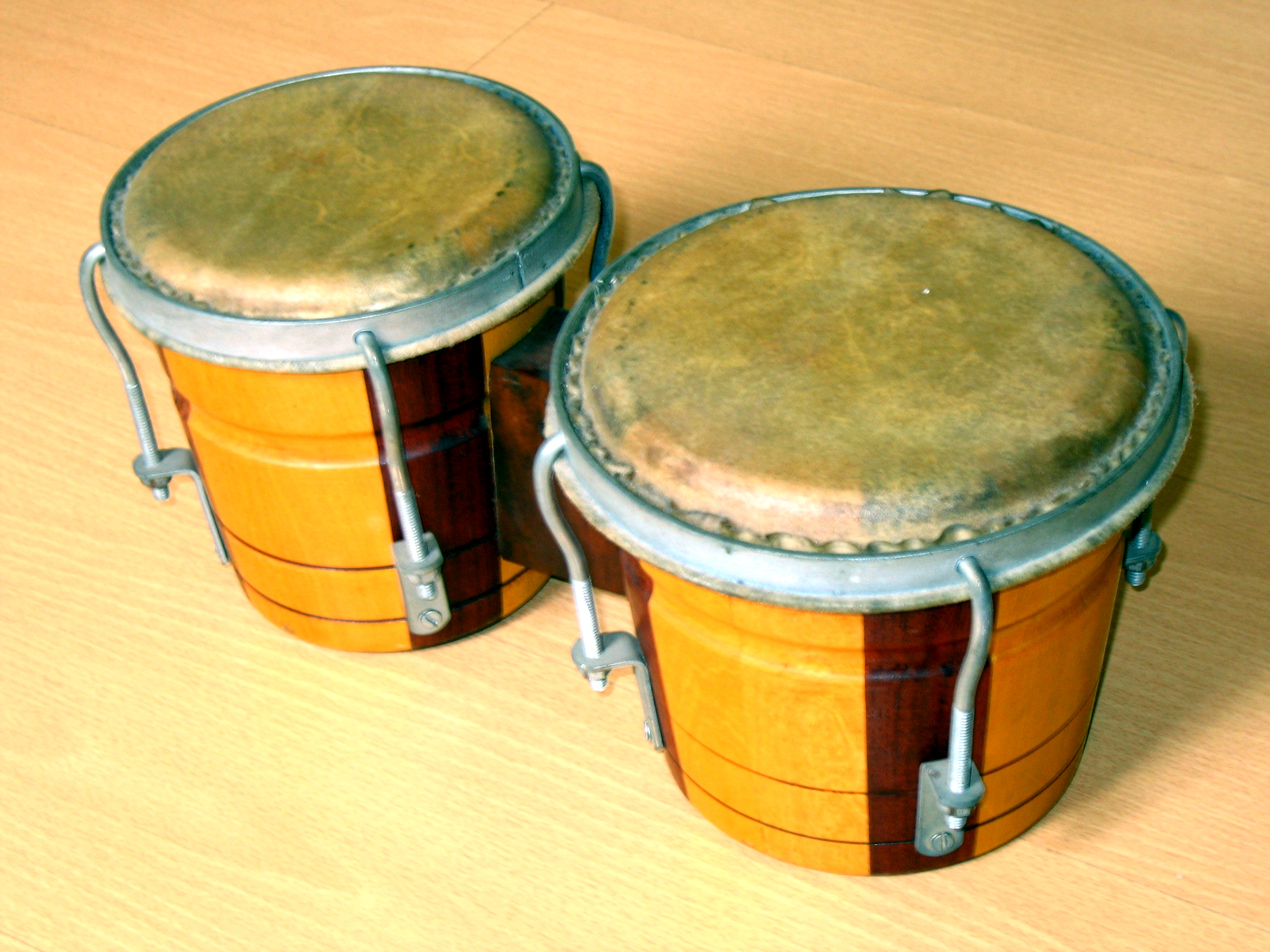
Пара бонґо

Бонґо (ісп. bongo) — це ударний інструмент групи афро-кубинських мембранофонних інструментів.
Складається з двох невеликих зв'язаних барабанів різних розмірів: більший барабан іспанською називають hembra (самка), менший — мачо (самець). По них ударяють долонями або пальцями, хоча деякі сучасні композиції виконують барабанними паличками. У порівнянні з конґа, бонґо створює вищий звук.